# Yo necesito amor
Yo necesito amor es la autobiografía del actor alemán Klaus Kinski publicada por primera vez en 1988. Fue retirada de circulación, y tras la muerte del autor fue traducida, retitulada y republicada en 1996 bajo el título (en inglés) Kinski Uncut: The Autobiography of Klaus Kinski.

## Recepción
Luego de la publicación de 1988, la hija de Klaus Kinski, Nastassja Kinski, demandó a su padre por calumniar pero la demanda fue rápidamente retirada. La edición de 1988 fue retirada de publicación debido a una disputa de copyright entre Random House y un editor de Alemania del oeste, porque Marlene Dietrich amenazó con demandar por calumnias. El libro fue republicado luego, en 1996 después de la muerte de Dietrich. Esta segunda edición es más cautelosa nombrando nombres.
En el libro Herzog en Herzog, Werner Herzog describe el libro como "altamente ficticio", y que Kinski no creció en vil pobreza. Herzog también relata cómo él y Kinski pernsaron juntos nuevos insultos para describir a Herzog en el libro.

## Capítulos
El libro está escrito enteramente en tiempo presente, y da pocas referencias temporales. Está dividido a cinco capítulos:
El Capítulo Uno describe sus primeros años hasta su descubrimiento del sexo y su indignante deseo por él. El Capítulo Dos trata su corta carrera en el ejército, sus primeras experiencias de teatro, sus éxitos y su entrada a un asilo demente. El tercer capítulo trata su retorno. El Capítulo Cinco habla sobre su matrimonio.

## Ediciones
El manuscrito fue escrito en alemán. Luego fue traducido por el autor y publicado como libro en inglés en 1988. Fue retraducido por Joachim Neugröschel y reestrenado en 1996 con un nuevo título. Ambas ediciones contienen material que la otra omite.
- Kinski, Klaus (28 de noviembre de 1988). Yo necesito amor.  All I Need Is Love: A Memoir. Cover artwork by Klaus Kinski (1st edición). New York: Random House. 28 de noviembre de 1988. pp. 265. ISBN 0-394-54916-3. OCLC 18379547. Obra de arte de cubierta por Klaus Kinski (1.º ed.). Nueva York: p. 265.
- Kinski Uncut: The Autobiography of Klaus Kinski (2nd edición). New York: Viking. 1 de agosto de 1996. pp. 336. ISBN 0-670-86744-6. OCLC 34322866., Klaus (1 de agosto de 1996) [Primero publicó 1988]. Kinski Sin cortar: La Autobiografía de Klaus Kinski. Traducido por Joachim Neugröschel (2.º ed.). Nueva York: p. 336.